# 孔唇兰属
孔唇兰属（学名：Porolabium）是兰科下的一个属，为陆生兰。该属仅有孔唇兰（Porolabium biporosum）一种，分布于中国青海与山西。